# Gadegang (grup)
Gadegang va ser un grup de música en català format el 2001 a Cambrils, quan va enregistrar la seva primera maqueta en què s'hi barrejaven instruments populars de música folk amb bases electròniques. L'any següent va guanyar el concurs Sona9 en la categoria de «Folk i noves músiques», premi amb el qual posteriorment va enregistrar el seu primer àlbum, El cap et bull, amb Discmedi i produït per Marc Parrot. El disc el van presentar el 31 d'octubre de 2003 en un concert a Vinyols i els Arcs acompanyats d'Obrint Pas i de Pirat's Sound Sistema.
En els Premis Enderrock 2004, Gadegang va guanyar en totes les categories dins de l'apartat de folk en català per votació popular: millor artista, millor disc per El cap et bull, millor directe i millor cançó per «Si et cou és que pica», un tema que, més endavant, el 2015 va ser la sintonia de capçalera de la sèrie de televisió Merlí.
El grup estava format per Jordi Martí (mostrejador, sintetitzador, percussió, viola de roda, programació i veus), Xavier Bordera (sac de gemecs, llaüt, flabiol, guitarra elèctrica, percussió i veu) i Dani Morell (darbukka, bongo, conga, timbal i veu). Al llarg de la seua breu trajectòria, Gadegang va actuar en escenaris com el Senglar Rock, la Fira Mediterrània de Manresa, el Festival Acústica Figueres, la Festa Major de Gràcia o la Festa Major de Castellserà.

## Discografia
- 2002: Gadegang (maqueta)[8]
- 2003: El cap et bull[9]